# Лишаков, Григорий Иванович
Григорий Иванович Лишаков (1919—1992) — капитан Советской Армии, участник Великой Отечественной войны, Герой Советского Союза (1943).

## Биография
Григорий Лишаков родился 10 мая 1919 года в деревне Монастырище (ныне — Трубчевский район Брянской области). После окончания семи классов школы работал прицепщиком, киномехаником. В 1940 году Лишаков был призван на службу в Военно-морской флот СССР. С июня 1941 года — на фронтах Великой Отечественной войны.
К сентябрю 1943 года старший матрос Григорий Лишаков был разведчиком 346-й отдельной разведроты 254-й стрелковой дивизии 40-й армии Воронежского фронта. Отличился во время битвы за Днепр. 25 сентября 1943 года Лишаков с группой бойцов первым переправился через Днепр к югу от Киева и провёл разведку немецкой обороны на его западном берегу. Во время переправы советских частей и захвата плацдарма Лишаков огнём своего автомата прикрывал действия товарищей, по радиостанции сообщал данные о действиях противника командованию.
Указом Президиума Верховного Совета СССР от 29 октября 1943 года старший матрос Григорий Лишаков был удостоен высокого звания Героя Советского Союза с вручением ордена Ленина и медали «Золотая Звезда».
После окончания войны Лишаков продолжил службу в Советской Армии. В 1960 году в звании капитана он был уволен в запас. Проживал и работал в Севастополе. Умер 23 января 1992 года, похоронен на Аллее Героев кладбища «Кальфа» в Севастополе.
Был также награждён двумя орденами Отечественной войны 1-й степени, орденом Красной Звезды и рядом медалей.